# Natalia Stratulat
Natalia Stratulat (născută Artîc, n. 24 iulie 1987, Chișinău, URSS) este o atletă din Republica Moldova, specializată în aruncarea discului.

## Carieră
Sportiva a obținut locul 8 la Campionatul European din 2012 și s-a calificat pentru Jocurile Olimpice de la Londra, dar a fost depistată pozitiv și a fost suspendată pe o perioadă de doi ani.
La Universiada din 2015 ea s-a clasat pe locul 7. În anul 2016 a făcut parte din lotul olimpic al Republicii Moldova la Jocurile Olimpice, dar nu ar reușit să se califice în finală.

## Recorduri personale
| Probă              | Performanță | Dată          | Locație                    |
| ------------------ | ----------- | ------------- | -------------------------- |
| Aruncarea discului | 62,13 m     | 4 martie 2012 | Vila Real de Santo António |

## Realizări
| An   | Competiție           | Locație                  | Loc | Note    |
| ---- | -------------------- | ------------------------ | --- | ------- |
| 2012 | Campionatul European | Helsinki, Finlanda       | 8   | 58,64 m |
| 2015 | Universiada          | Gwangju, Coreea de Sud   | 7   | 54,74 m |
| 2016 | Campionatul European | Amsterdam, Olanda        | 20  | 54,45 m |
| 2016 | Jocurile Olimpice    | Rio de Janeiro, Brazilia | 30  | 53,27 m |

## Legături externe
- en Natalia Stratulat la Olympedia.org
- en  Natalia Stratulat la World Athletics